# Heraldo Nicolás
Heraldo Nicolás Ríos (Copiapó, Chile, 26 de enero de 1944 - ibídem, 25 de marzo de 2014) fue un futbolista chileno. Jugó de delantero. 

## Trayectoria
Se inició en su natal Copiapó, donde llegó a ser seleccionado juvenil en el torneo de 1963, en Arica, desde donde fue rescatado por Caupolicán Peña quién tenía a cargo la formación del “Equipo de Revelaciones” de Colo-Colo, conjunto de futbolistas juveniles que destacaran como figuras promisorias. 
En sus comienzos se desempeñó como medio defensivo para derivar a centrodelantero, puesto en el que debutó el año 1964.
El año 1965 fue transferido a Palestino en calidad de préstamo. En 1966 jugó en Lota-Schwager y al año siguiente, 1967, en Ñublense de Chillán.  
El año 1968, nuevamente Caupolicán Peña, como director técnico de Green Cross – Temuco, lo llevó al club de la cruz verde.

## Estadísticas

### Clubes
| Club               | País  | Año  |
| ------------------ | ----- | ---- |
| Colo-Colo          | Chile | 1964 |
| Palestino          | Chile | 1965 |
| Lota Schwager      | Chile | 1966 |
| Ñublense           | Chile | 1967 |
| Green Cross-Temuco | Chile | 1968 |